# Leo Kreutzer
Leo Kreutzer (geboren am 10. März 1938 in Düren) ist ein deutscher Literaturwissenschaftler.

## Werdegang
Kreutzer studierte Germanistik, Romanistik und Philosophie in Tübingen, Nancy und Köln. 1964 promovierte er an der Universität Tübingen zum Dr. phil. 1965–1969 war er Assistent von Hans Mayer an der Technischen Universität Hannover, wo er sich 1969 für das Fach ‚Neuere deutsche Literatur‘ habilitierte. Nach der Habilitation arbeitete er vier Jahre lang als Literaturredakteur beim Westdeutschen Fernsehen in Köln. 1974 folgte er Hans Mayer auf dem Lehrstuhl für ‚Neuere und Neueste deutsche Literatur‘ der, wie sie inzwischen hieß, Universität Hannover.
Ab 1980 entwickelte Kreutzer im Zuge regelmäßiger Gastprofessuren an afrikanischen Universitäten und in Auseinandersetzung mit Methoden einer herkömmlichen Komparatistik das Konzept einer Literaturwissenschaft mit einem interkulturellen ‚Doppelblick‘ für ungleichzeitige gesellschaftliche Entwicklungsprobleme und Modernisierungskonflikte. In den 1990er Jahren entstand daraus die ‚Ecole de Hanovre‘, eine ‚Schule‘, die von Kreutzer betreuten afrikanischen Doktoranden und Habilitanden ermöglichte, die Erarbeitung konzeptioneller Grundlagen für eine ‚entwicklungsorientierte‘ Germanistik in Afrika mit ihrer Qualifizierung für deren Umsetzung als Hochschullehrer an den ‚Départements d’Allemand‘ von Universitäten im frankophonen subsaharischen Afrika zu verbinden.
Mit Ablauf des Wintersemesters 2002/03 wurde Kreutzer emeritiert. Er lebt in Köln und engagiert sich dort für die ‚Bürgergemeinschaft Kölner Altstadt‘.

## Publikationen
- Erkenntnistheorie und Prophetie. Hermann Brochs Romantrilogie Die Schlafwandler. Tübingen (Niemeyer) 1966.
- Alfred Döblin. Sein Werk bis 1933. Stuttgart (Kohlhammer) 1970.
- Heine und der Kommunismus. Göttingen (Vandenhoeck) 1970.
- Die schöne Leiche aus der Rue Bellechasse. Einiges über Schreiben Spielen Filmen (mit Elmar Buck u.  Jürgen Peters), Reinbek (Rowohlt) 1977.
- Mein Gott Goethe. Essays. Reinbek (Rowohlt) 1980.
- Literatur und Entwicklung. Studien zu einer Literatur der Ungleichzeitigkeit. Frankfurt a. M. (Fischer) 1989.
- Träumen Tanzen Trommeln. Heinrich Heines Zukunft. Frankfurt a. M. (Suhrkamp) 1997.
- Wie das Leben spielt. Eine Biographie in Texten, hg. v. Kai Bachmann, Arne Drews u. Jürgen Peters. Hannover (revonnah Verlag) 2004.
- Goethe in Afrika. Die interkulturelle Literaturwissenschaft der École de Hanovre in der afrikanischen Germanistik. Hannover (Wehrhahn Verlag) 2009.
- Sein Vater und ihre Mutter. Zwei Erzählungen. Hannover (Wehrhahn Verlag) 2010.
- Goethes Moderne. Essays. Hannover (Wehrhahn Verlag) 2011.
- Anders gelesen. Essays zur Literatur. Hannover (Wehrhahn Verlag) 2011.
- Dialektischer Humanismus. Herder und Goethe und die Kultur(en) der globalisierten Welt. Hannover (Wehrhahn Verlag) 2015.
- Leben nach ihrem Tod. SelbstGespräche mit einem Engel. (Wehrhahn Verlag) 2020.

## Ehrungen
- 2006: Ehrendoktorwürde, verliehen von der Universität Cheikh Anta Diop in Dakar
- 2009: Bundesverdienstkreuz 1. Klasse verliehen von Bundespräsident Köhler.
- 2023: Ehrenmitgliedschaft in der  Hans-Mayer-Gesellschaft